# 23 ربيع الآخر
- السبت
- الأحد
- الاثنين
- الثلاثاء
- الأربعاء
- الخميس
- الجمعة

- 2528 سبتمبر 2024
- 2629 سبتمبر 2024
- 2730 سبتمبر 2024
- 281 أكتوبر 2024
- 292 أكتوبر 2024
- 303 أكتوبر 2024
- 14 أكتوبر 2024
- 25 أكتوبر 2024
- 36 أكتوبر 2024
- 47 أكتوبر 2024
- 58 أكتوبر 2024
- 69 أكتوبر 2024
- 710 أكتوبر 2024
- 811 أكتوبر 2024
- 912 أكتوبر 2024
- 1013 أكتوبر 2024
- 1114 أكتوبر 2024
- 1215 أكتوبر 2024
- 1316 أكتوبر 2024
- 1417 أكتوبر 2024
- 1518 أكتوبر 2024
- 1619 أكتوبر 2024
- 1720 أكتوبر 2024
- 1821 أكتوبر 2024
- 1922 أكتوبر 2024
- 2023 أكتوبر 2024
- 2124 أكتوبر 2024
- 2225 أكتوبر 2024
- 2326 أكتوبر 2024
- 2427 أكتوبر 2024
- 2528 أكتوبر 2024
- 2629 أكتوبر 2024
- 2730 أكتوبر 2024
- 2831 أكتوبر 2024
- 291 نوفمبر 2024
- 302 نوفمبر 2024
- 13 نوفمبر 2024
- 24 نوفمبر 2024
- 35 نوفمبر 2024
- 46 نوفمبر 2024
- 57 نوفمبر 2024
- 68 نوفمبر 2024

23 ربيع الآخر أو 23 ربيع الثاني أو يوم 23 \ 4 (اليوم الثالث والعشرون من الشهر الرابع) هو اليوم الثاني عشر بعد المائة (112) من أيَّام السنة (أو الثالث عشر بعد المائة لو كان شهر صفر مُتممًا لليوم الثلاثين) وفق التقويم الهجري القمري (العربي). يبقى بعده 242 أو 243 يومًا لانتهاء السنة.

## أحداث
- 509هـ - انتصار الصليبيين بقيادة روجر دي سالرنو على المسلمين في معركة تل دانيث، وقد وضع هذا الانتصار نهاية الخطر السلجوقي الذي كان يتهدد الصليبيين.
- 1247هـ - صدور جريدة تقويم وقائع الرسمية في الدولة العثمانية، في إطار حملة الإصلاحات والتحديث التي قام بها السلطان محمود الثاني، وبثلاث لغات هي: التركية، والفرنسية، والعربية، وما زالت هذه الجريدة مستمرة حتى الآن، ولكن باسم «رسمي غزته» أي الجريدة الرسمية.
- 1314هـ - التوقيع على اتفاقية فرنسية إيطالية تنازلت فيها إيطاليا عن مطالبها وأطماعها في تونس.
- 1407هـ - اختطاف الطائرة العراقية رحلة رقم 163 المقلعة من عمّان إلى بغداد وسقوطها بالقرب من مدينة عرعر شمالي السعودية.
- 1408هـ - الإعلان الرسمي عن تأسيس حركة المقاومة الإسلامية / حماس كمنظمة وطنية جهادية تهدف إلى استرداد فلسطين الوطن التاريخي القومي للفلسطينين وعاصمته القدس، أسس الحركة أحمد ياسين.
- 1410هـ - اغتيال رئيس الجمهورية اللبنانية رينيه معوض بسيارة مفخخة في أحد شوارع بيروت.
- 1425هـ -
  - حكومة جمهورية صرب البوسنة تعترف رسميا بمسئوليتها عن مجزرة سربرينتشا التي راح ضحيتها آلاف المسلمين خلال الحرب الأهلية في البوسنة.
  - افتتاح أعمال توسعة المركز الإسلامي ثاني أقدم مساجد لندن وأكبرها ليستوعب أعدادا أكبر من أبناء الجالية المسلمة المقيمة بالعاصمة البريطانية.
  - السعودية والولايات المتحدة تجريان تحقيقات مشتركة في مخطط مزعوم للزعيم الليبي معمر القذافي في اغتيال ولي العهد السعودي الأمير عبد الله بن عبد العزيز.
- 1431هـ - سلسلة من عمليات العصيان المدني في قيرغيزستان تؤدي إلى حدوث انقلاب شعبي على الرئيس قربان بيك باقايف ومغادرته العاصمة بيشكك، والمعارضة تشكل حكومة انتقالية برئاسة روزا أوتونباييفا بعد استقالة رئيس الوزراء.
- 1444 هـ - مقتل 21 شخصًا من عائلة واحدة بسبب حريق بمخيم جباليا بقطاع غزة، فلسطين.

## مواليد
- 1351هـ - محمود دياب، كاتب مصري.
- 1358هـ - جيهان مكاوي، إعلامية وأديبة مصرية.
- 1375هـ - زينب العسال، كاتبة مصرية.
- 1378هـ - داوود حسين، ممثل كويتي.
- 1385هـ - هدى حسين، ممثلة عراقية تعمل في الكويت.
- 1386هـ -
  - إبراهيم حسن، لاعب ومدرب كرة قدم مصري.
  - حسام حسن، لاعب ومدرب كرة قدم مصري.
- 1394هـ - خالد الفضلي، لاعب كرة قدم كويتي.
- 1405هـ - منى هلا، ممثلة مصرية.

## وفيات
- 512هـ - أبو العباس أحمد المستظهر بالله، خليفة عباسي.
- 1326هـ - غلام أحمد القأدياني، مؤسس الفرقة الأحمدية القأديانية، ومدعي الوحي والنبوة.
- 1332هـ - محمد بن يوسف أطفيش، فقيه وصحفي وناشط ومدرس وكاتب جزائري.
- 1410هـ - رينيه معوض، رئيس الجمهورية اللبنانية التاسع.
- 1420 هـ - غلام علي رعدي آذرخشي، شاعر وحقوقي وأكاديمي إيراني.
- 1429 هـ - إسماعيل إبراهيم شتات، شاعر فلسطيني.
- 1430هـ - حسن عريبي، مغني وملحن ليبي.

## وصلات خارجية
- موقع قصة الإسلام: حدث في شهر ربيع الأوَّل.